# Sites archéologiques en Colombie

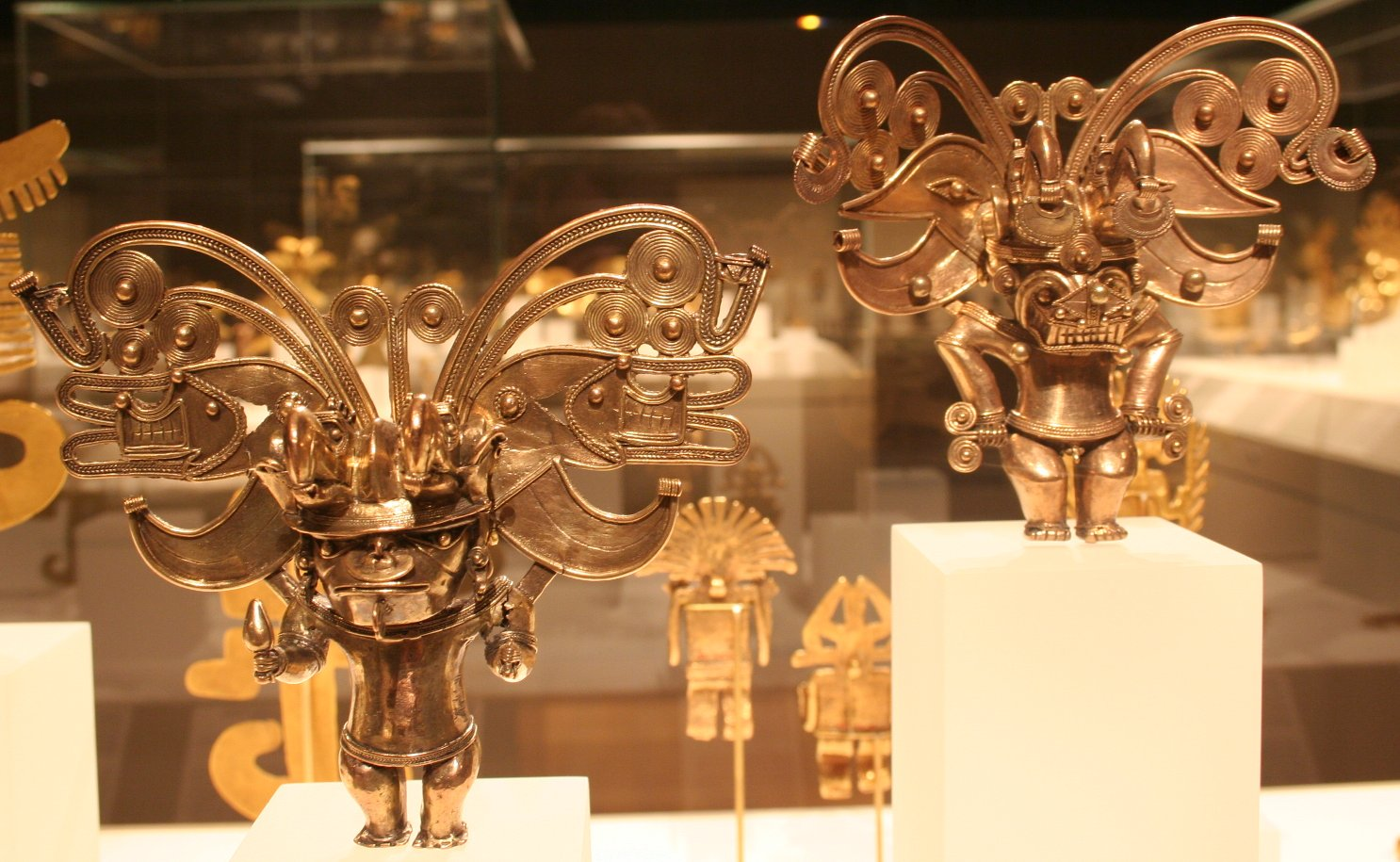
Photographie de pendentifs en or Tayronas au Metropolitan Museum of Art, New York. La rapatriement des trésors archéologiques est un souci important du gouvernement colombien.

Cette page présente une liste des sites archéologiques présents en Colombie.

## Introduction
En Colombie, les sites archéologiques sont nombreux et divers, incluant les recherches et autres fouilles qui ont eu lieu sur le territoire correspondant à la Colombie actuelle. Les trouvailles archéologiques couvrent toutes les périodes depuis le  paléolithique et représentent différents aspects de la variété de cultures des civilisations précolombiennes, telles que les Chibchas, les Quimbayas, les Tayronas, et bien d'autres. 
Les recherches en ces lieux et leur préservation sont contrôlés principalement par le Ministère de la Culture, l'Institut Colombien d'Anthropologie et d'Histoire,, et la Banque de Colombie. Le manque de moyens pour protéger les sites et renforcer les lois existantes entraîne pillages et commerce illégal d'artéfacts.

## Sites
| Années                               | Période                                | Site                                                        | Image |
| ------------------------------------ | -------------------------------------- | ----------------------------------------------------------- | ----- |
| De -XVe millénaire à -Xe millénaire  | Pléistocène                            | El Abra                                                     |       |
| De -Ve millénaire à -IVe millénaire  | Néolithique                            | Site archéologique de Puerto Hormiga                        |       |
| De -IIe millénaire à -Ier millénaire | Âge du cuivre                          | El Infiernito (en)                                          |       |
| De -Ier millénaire à -Ve siècle      | Âge du fer - Civilisation de Hallstatt | El Morro del Tulcan                                         |       |
| -VIIIe siècle                        | Holocène                               | Ciudad Perdida                                              |       |
| De -Ve siècle à IIIe siècle          | Holocène                               | Malagana (en)                                               |       |
| -IIe siècle                          | Holocène                               | Parc archéologique de San Agustín                           |       |
| De -IIe siècle à VIe siècle          | Holocène                               | Parc archéologique national de Tierradentro                 |       |
| ??                                   | ??                                     | Parc archéologique de Facatativá                            |       |
| ??                                   | ??                                     | Parc archéologique Alto de los Ídolos y Alto de las Piedras |       |